# Лоша (приток Немана)
Ло́ша (бел. Ло́ша) — река в Узденском и Копыльском районах Минской области Беларуси, левый приток Немана.
Длина реки — 42 км. Площадь водосборного бассейна — 830 км². Расход воды в устье 4,4 м³/с. Средний наклон водной поверхности 0,7 ‰ Высота устья — 157,2 м над уровнем моря..
Начинается возле деревни Долгиново Узденского района, впадает в Неман возле деревни Песочное. Притоки: река Выня и сеть мелиоративных каналов. На реке между деревнями Лоша, Кривели, Боровые, Сеножатки создано Лошанское водохранилище.

## Происхождение названия
Согласно М. Фасмеру, название реки Лоша происходит от славянского лоший «дурной, плохой», и возможно означает «Злая (река)». По мнению А. И. Соболевского, название Лоша восходит к Лошья, от «лось». В. Н. Топоров и О. Н. Трубачев считают, что название балтского происхождения и предлагают возможность истолкования от лит. lašiša «лосось». По мнению В. П. Лемтюговой, гидронимическое окончание -ша в названии Лоша имеет смысл «вода, река». Согласно ещё одной версии гидроним Лоша объясняется от финно-угорского слова лос — «влажная низина».